# Дамодар (річка)
Дамодар (англ. Damodar River, гінді दामोदर नदी, бенг. দামোদর নদ) — річка в індійських штатах Джхаркханд і Західний Бенгал, що впадає в естуарій рукаву Гангу Хуґлі.

## ГЕС
На річці розташовано ГЕС Панчет. 